# Richard Fehr
Richard Fehr (* 15. Juli 1939 in Flaach, Kanton Zürich; † 30. Juni 2013 in Zürich) war ein Schweizer neuapostolischer Geistlicher. Er war vom 22. Mai 1988 bis zum 15. Mai 2005 der siebte Stammapostel und damit das geistliche Oberhaupt der Neuapostolischen Kirche (NAK).

## Leben
Richard Fehr wurde in ein neuapostolisches Elternhaus geboren, wuchs auf einem Bauernhof auf und verlor im Alter von zwölf Jahren seine Mutter. Er lernte den Beruf des Schriftsetzers, arbeitete zehn Jahre lang in diesem Beruf und wechselte dann in die Werbebranche.
Am 8. September 1960 heiratete er seine Frau Sonja. Aus der Ehe mit ihr ging ein Sohn hervor.
In seinem Ruhestand widmete sich Fehr dem Schreiben. Es entstanden einige Bücher zu Erlebnissen in seiner Amtszeit. Außerdem veröffentlichte er unter dem Pseudonym F. U. Ricardo Dutzende Romane und Erzählungen, die inhaltlich aber nicht unbedingt mit seiner geistlichen Tätigkeit in Verbindung stehen.
Richard Fehr verstarb am Abend des 30. Juni 2013 im Alter von 73 Jahren. Die Trauerfeier zur Beisetzung führte Bezirksapostel Markus Fehlbaum, begleitet von Stammapostel i. R. Wilhelm Leber, am 10. Juli 2013 im engsten Familien- und Freundeskreis durch. Den Trostgottesdienst, der in zahlreiche Gemeinden weltweit übertragen wurde, hielt Stammapostel Jean-Luc Schneider am 17. Juli 2013 in der Kirche Zürich-Hottingen.

## Amtszeit als Stammapostel
Wegen der schweren Erkrankung seines Amtsvorgängers Hans Urwyler, die diesen ab Anfang Juli 1987 dienstunfähig machte, wurde Fehr als Stammapostelhelfer beauftragt und sollte als solcher Urwyler vertreten. Am 3. Mai 1988 wurde Fehr dann von Stammapostel Urwyler im Hospital zu Bern im Beisein von mehreren Bezirksaposteln zum Stammapostel ordiniert. Er trat das Amt in einem Gottesdienst am 22. Mai 1988 in Fellbach bei Stuttgart offiziell an.
Stammapostel Fehr bekleidete bis zu seiner Ruhesetzung im Jahr 2005 fast 17 Jahre das Amt des Stammapostels der Neuapostolischen Kirche. Zuvor war er sieben Jahre als Bezirksapostel für die Schweiz und weitere Länder (u. a. Italien und Österreich) tätig gewesen. Fehrs Amtszeit war daher prägend für eine ganze Generation neuapostolischer Christen und beeinflusste ebenso entscheidend die weitere Geschichte der NAK.
Während seiner Amtszeit expandierte die Mitgliederzahl der NAK im absoluten Maßstab stärker als jemals zuvor. Während die Kirche 1988 ungefähr 4,5 Millionen Mitglieder zählte, belief sich die Zahl zu Fehrs Ruhesetzung auf 10,5 Millionen; dies entspricht einer durchschnittlichen jährlichen Zuwachsrate von rund 5 %. Die Intensivierung der globalen Missionsarbeit ging auch mit einer Reisetätigkeit Fehrs in 118 Länder der Erde einher.

### Neuerungen
Richard Fehr brachte zahlreiche institutionelle Reformen ein. Darunter fallen 1991 die Abschaffung der Tür-zu-Tür-Missionierung („Weinbergsarbeit“), die Abschaffung des zweiten Sonntagsgottesdienstes und die Einführung der Abendmahlsfeier im Wochengottesdienst 1998, 2001 die Aufhebung der Lehre von der „Schlüsselvollmacht“ im Entschlafenenwesen 2002 die endgültige Abschaffung des „Abendmahlsausweises“ sowie die schrittweise Abschwächung des jahrzehntelangen Stammapostelkults.
Laut dem Historiker Dominik Schmolz intensivierte Fehr das neue Prinzip der „Eigenverantwortung“ im neuapostolischen Glaubensleben, das Fehrs Vorgänger Hans Urwyler erstmals andachte und das zu den wegweisendsten Reformen der jüngeren NAK-Geschichte wurde (vgl. Öffnungsprozess). Zudem initiierte Fehr die Erarbeitung des 2012 erschienenen Katechismus der Neuapostolischen Kirche und professionalisierte Öffentlichkeitsarbeit sowie Kirchenpolitik mit der Einführung von Projektgruppen unter Einbeziehung der Apostel und Bezirksapostel, z. B. hinsichtlich der Geschichtsaufarbeitung, der Ökumene oder des Umgangs mit der kircheninternen LGBT-Gemeinde.
Fehr legte ebenfalls fest, dass die Ordination ins Stammapostelamt künftig nicht mehr nach einer Wahl durch die Apostelversammlung, sondern erstmals seit Hermann Niehaus wieder durch die alleinige Ernennung des Amtsvorgängers entschieden werden solle.
Darüber hinaus gab es unter Fehr offizielle Gespräche mit einer Vielzahl von anderen apostolischen Gemeinschaften, die sich im Laufe der Jahrzehnte von der NAK getrennt hatten. So fanden 2000 und 2001 im Hauptsitz in Zürich die ersten und bisher einzigen sogenannten „apostolischen Konzile“ statt.

### Theologische Ansichten
Stammapostel Fehr betonte während seiner gesamten Amtszeit, teilweise stärker als einige seiner Amtsvorgänger, die Notwendigkeit der Naherwartung der Wiederkunft Christi als zentrales Element der neuapostolischen Lehre. Beim Amtsantritt 1988 nannte er als sein beabsichtigtes „Programm“ in Anlehnung an 1 Kor 16,22  „Maranatha – Unser Herr kommt!“. Im Zuge dessen erhielt er die Tradition aufrecht, jedem Pfingstgottesdienst ein entsprechendes Bibelzitat zugrunde zu legen. Zu seinem Abschiedsgottesdienst 2005 thematisierte er neben anderen die Bibelstelle Mt 24,44 :

„Darum seid auch ihr bereit! Denn der Menschensohn kommt zu einer Stunde, da ihr’s nicht meint.“

Durchweg kritisch sah Fehr den modernen Trend zur Säkularisierung und deren Einfluss auf die Neuapostolische Kirche in der westlichen Welt. Dahingehend prägte er bekannt gewordene Aphorismen wie „Vielen ist vieles zu viel geworden“ und „Keine Verflachung!“.
Fehr war der letzte Stammapostel, der den Glauben an die Göttlichkeit und Unfehlbarkeit der „Botschaft“ des Vorgängers J. G. Bischoff proklamierte. Noch 1996 brachte er in der Kirchenzeitschrift Unsere Familie zum Ausdruck, dass die Nichterfüllung der Botschaft „mit dem Verstand letztlich nicht erklärt“ werden könne, dies aber „ihren göttliche[n] Charakter“ nicht in Frage stellen.
Bei der Pressekonferenz zum Stammapostelwechsel 2005 bekannte Fehr, dass er die Öffnung des Amtskörpers für Frauen zur Diakonin befürworten würde. Während seiner Amtszeit hatte er dies mit Verweis auf die biblische Überlieferung noch abgelehnt.

### Herausforderungen
Bei Amtsantritt befand sich die NAK abermals vor einer inneren Zerreißprobe, da mit der Trennung der Apostolischen Gemeinde Wiesbaden handfeste theologische, aber auch finanzielle Konflikte aufgeflammt waren. Zusätzlich barg die von Urwyler angestrebte Überführung des Verlags Friedrich Bischoff ins Kircheneigentum sowie seine Versuche der Aufarbeitung der „Botschaftszeit“ weiteres Konfliktpotenzial im Apostelkreis. In diesem Zusammenhang erklärt sich Fehrs Zitat von Emmanuel Geibel am 22. Mai in Fellbach:

„Wer da fährt nach großem Ziel /
Lern am Steuer ruhig sitzen, /
unbekümmert, wenn am Kiel /
Lob und Tadel hochauf spritzen.“

Tatsächlich sah sich Fehr vor allem während der 1990er Jahre mit einer nie dagewesenen Kritikwelle in der Öffentlichkeit konfrontiert, ausgelöst von ehemaligen Mitgliedern wie Siegfried Dannwolf, Olaf Stoffel und Erwin Meier-Widmer. Deren Kritik entzündete sich vor allem am Dogma des Glaubensgehorsams, dem Exklusivitätsanspruch, dem Verhalten der NAK gegenüber den deutschen Diktaturen, dem Umgang mit der „Botschaft“, der Rolle der Frau und den Finanzverhältnissen. In den ersten Jahren seiner Amtszeit ließ Fehr diese Kritik nicht gelten. Mehrmals wiederholte er in Gottesdiensten eine Aussage aus dem Jahr 1991:

„Das Wort ‚Kritik‘ steht nirgends in der Bibel. Also hat es bei uns im Werke Gottes [Anm.: gemeint ist die NAK] auch nichts zu suchen.“

Erst ab 1996 und 1997 trat Fehr in Gottesdienstaussagen, schriftlichen Stellungnahmen und kirchlichen Projektgruppen mit den Kirchenkritikern in einen Dialog ein, wobei er – in Bezug auf Vorwürfe der Indoktrination und des geistlichen Missbrauchs – auch Fehler der Kirche in der Seelsorge eingestand. In diesem Zusammenhang erfolgte auch eine erste Stellungnahme zur neuapostolischen NS-Geschichte.
Nach seiner Ruhesetzung gab Fehr preis, dass die Belastung unter der öffentlichen Dauerkritik auch zu gesundheitlichen Problemen geführt habe. 1997 hatten selbst nichtkirchliche Medien über einen möglichen Rücktritt Fehrs spekuliert. Seine Exponiertheit bewog ihn auch zu polemischen Reaktionen, so wie am 26. September 1999 im fränkischen Hof, welche die Bezirksapostel Wend und Klingler in ihrer damaligen Funktion als Mitglieder des „Gremiums für besondere Angelegenheiten“ gegenüber Kirchenkritikern als „bedauerlichen emotionalen Ausrutscher“ bezeichneten.
Verschiedene Beobachter der NAK attestieren Fehr, dass er die theologische Öffnung hin zur Ökumene, für die er sich bereits in einem Imagevideo aus dem Jahr 2000 öffentlich ausgesprochen hatte, schneller umzusetzen versuchte, jedoch von interner Opposition im Apostelkreis davon abgehalten worden sei. Dafür könnte ein Zitat Fehrs einige Jahre nach seiner Ruhesetzung sprechen, in dem er sich auf eine stark exklusivistische Predigtaussage 2001 im niederländischen Tilburg bezog:

„Durch besondere Umstände, die hier nicht näher erläutert werden sollen, ließ ich mich in einem Gottesdienst in den Niederlanden einmal zu einer Aussage ‚hinreißen‘, die ich in dieser Form heute gewiss nicht mehr verlauten liesse. Sinngemäß sagte ich: ‚Wer die Gabe des Heiligen Geistes erlangen will, der muss nicht nach Rom oder zum Kuckuck wohin pilgern, sondern unter die Hand eines Apostels kommen …‘“

### Finanzverhältnisse
Ein öffentlicher Kritikpunkt, der sich auch gegen Richard Fehr als Privatperson richtete, waren die teilweise als üppig oder für kirchliche Würdenträger untypisch bezeichneten Einkommens- und Vermögensverhältnisse des Ehepaars Fehr.
Das schweizerische Nachrichtenmagazin Facts veröffentlichte am 11. Januar 1996 einen Artikel, der auch in neuapostolischen Kreisen Wellen schlug. Der Journalist Daniel Dunkel bezifferte das 1995 vom Ehepaar Fehr versteuerte Reineinkommen auf über 300.000 Schweizer Franken pro Jahr und bezog sich dabei auf die amtlichen Steuerbescheide 1993 bis 1995. Zudem merkte er an, dass das Ehepaar in einer Eigentumswohnung in einer der teuersten Wohngegenden der Schweiz, dem Zürichberg, lebe. Andreas Maurer, ehemaliger Finanzexperte der Kirchenverwaltung und zurückgetretener Kirchenfunktionär aus dem Kanton Bern, berichtete gegenüber dem öffentlichen Rundfunk DRS 2 ebenfalls von einer in seinen Augen unangebrachten Lohn- und Spesenpolitik der Kirche. In derselben Radiosendung bezog der damalige Kirchensprecher Peter Johanning Stellung: Er bestätigte die Korrektheit der Angaben zum Einkommen Fehrs, verwies aber auf weitere Einkünfte des Ehepaars (z. B. Mieteinkünfte aus vererbten Immobilien), so dass der besagte Betrag nicht mit dem kirchlichen Gehalt gleichzusetzen sei.

## Veröffentlichungen
- Richard Fehr: Erinnerungen. Herr mein Leben, es sei dein … Friedrich Bischoff Verlag, Zürich/Frankfurt am Main 2007
- Richard Fehr: Betrachtungen eines Ruheständlers. Books on Demand, Norderstedt 2010, ISBN 3-8391-5312-3